# Бурк, Йохан

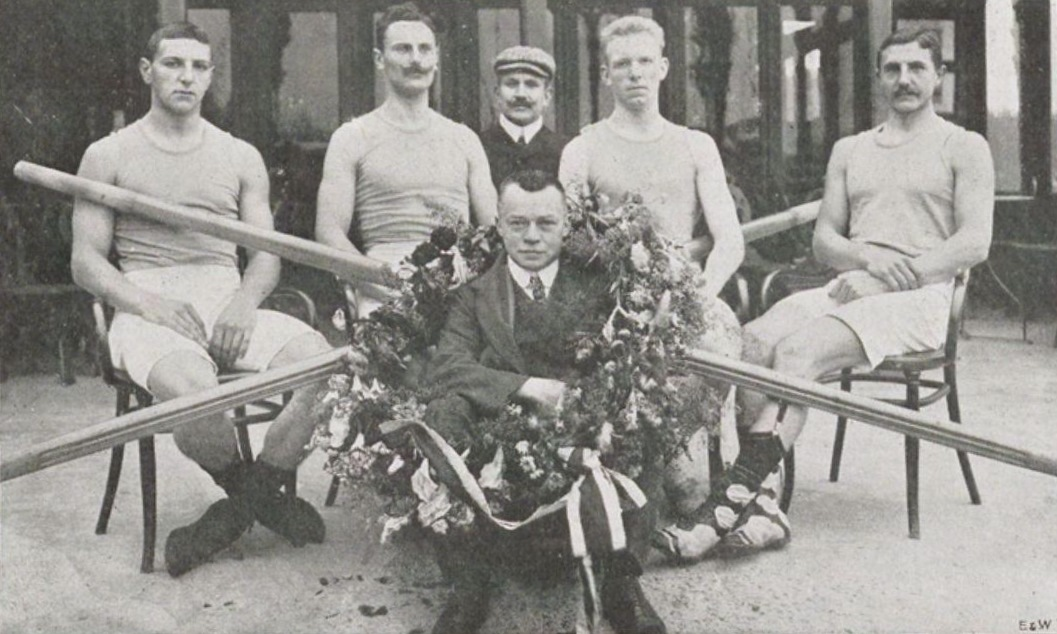
Команда «Амстел» в 1907 году: Крон, Вилсма, тренер Омс, Бурк, Хёфте и штурман Янсен

Йохан Фредерик Карел Хендрик Якоб Бурк (нидерл. Johan Frederik Karel Hendrik Jacob Burk; 11 мая 1887, Амстердам — неизвестно, неизвестно) — нидерландский гребец, бронзовый призёр летних Олимпийских игр 1908 года.

## Биография
Родился в мае 1887 года в Амстердаме. Отец — Якоб Бюрк, был родом из Гааги, мать — Сюзанна Виллебрандс, родилась в Флиссингене. Родители поженились в марте 1875 года в Амстердаме — на момент женитьбы отец служил на флоте, а позже был руководителем в Рейксмюсеуме.
На Играх 1908 в Лондоне входил в экипаж четвёрок Нидерландов. Его команда проиграла свою единственную гонку одной команде Великобритании, но несмотря на это, она разделила третье место и получила бронзовые медали.
Женился в возрасте двадцати трёх лет — его супругой стала 25-летняя Анна Хелена Албертине Схёйтема, уроженка Гронингена. Их брак был зарегистрирован 28 июля 1910 года в Амстердаме.